# Rick Mahorn
Derrick Allen Mahorn dit Rick Mahorn (né le 21 septembre 1958 à Hartford, Connecticut) est un joueur américain de basket-ball de NBA évoluant au poste d'ailier fort et de pivot. Il occupe ensuite un poste d'entraîneur, en CBA, puis assistant en WNBA chez le Shock de Detroit où il devient entraîneur en chef en 2009, poste qu'il occupe que durant cette saison.

## Biographie
Mahorn joua en NCAA à l'université d'Hampton. Il fut sélectionné au 2e tour (35e rang) de la draft 1980 par les Bullets de Washington. Il y resta cinq saisons, rejoignant les Pistons de Détroit en 1985. Il fit partie de la fameuse équipe des Bad Boys de Detroit. Le speaker des Pistons qualifiait Mahorn de « Baddest Bad Boy of them all » (« plus mauvais des Bad Boys »). Mahorn y glana une réputation pour son jeu physique, compensant ainsi ses qualités de joueur plus limitées.
En 1989, Mahorn remporta son unique titre de champion NBA avec les Pistons. Bien qu'il fût l'un des membres préférés de l'équipe, il ne fut pas classé parmi les joueurs protégés lors de la draft d'expansion 1989, chaque équipe NBA pouvant conserver huit de leurs douze joueurs. Après avoir été sélectionné par les Timberwolves du Minnesota, le GM des Pistons Jack McCloskey essaya en vain de le faire revenir. Cependant, Mahorn ne joua jamais pour Minnesota, avant d'être transféré aux 76ers de Philadelphie, faisant équipe avec Charles Barkley formant ainsi le duo de rebondeurs "Thump N' Bump." Après deux saisons, Mahorn rejoignit la ligue italienne lors de la saison 1991-1992.
Mahorn revint ensuite en NBA, aux Nets du New Jersey durant quatre saisons, avant de retourner aux Pistons en 1996-1997. Il prit sa retraite à l'issue de la saison 1998-1999, après un second passage chez les 76ers.
Il occupe ensuite un poste de commentateur radio pour les matchs des Pistons.
Entraîneur assistant aux côtés de son ancien coéquipier Bill Laimbeer dans l'équipe WNBA des Shock de Detroit depuis 2005, il est impliqué le 22 juillet 2008 dans une rixe générale. Lors de cette altercation, il fait tomber Lisa Leslie. Mahorn est suspendu pour deux rencontres.
En début de saison 2009, après trois journées, il succède à Bill Laimbeer à la tête de l'équipe. Il conduit son équipe aux playoffs, où les Skarks s'inclinent au deuxième tour face au Fever de l'Indiana sur le score de deux à un.
Après le déménagement de la franchise à Tulsa, le poste d'entraîneur est confié à Nolan Richardson.

## Pour approfondir
- Liste des joueurs en NBA ayant joué plus de 1 000 matchs en carrière.